# Ноксвил (Арканзас)
Ноксвил (енгл. Knoxville) град је у америчкој савезној држави Арканзас.

## Демографија
По попису из 2010. године број становника је 731, што је 220 (43,1%) становника више него 2000. године.
| Група             | 2000.       | 2010.       |
| Белци             | 478 (93,5%) | 669 (91,5%) |
| Афроамериканци    | 0 (0,0%)    | 5 (0,7%)    |
| Азијати           | 1 (0,2%)    | 3 (0,4%)    |
| Хиспаноамериканци | 21 (4,1%)   | 27 (3,7%)   |
| Укупно            | 511         | 731         |